# تپه‌های شمالی (کارولینای شمالی)

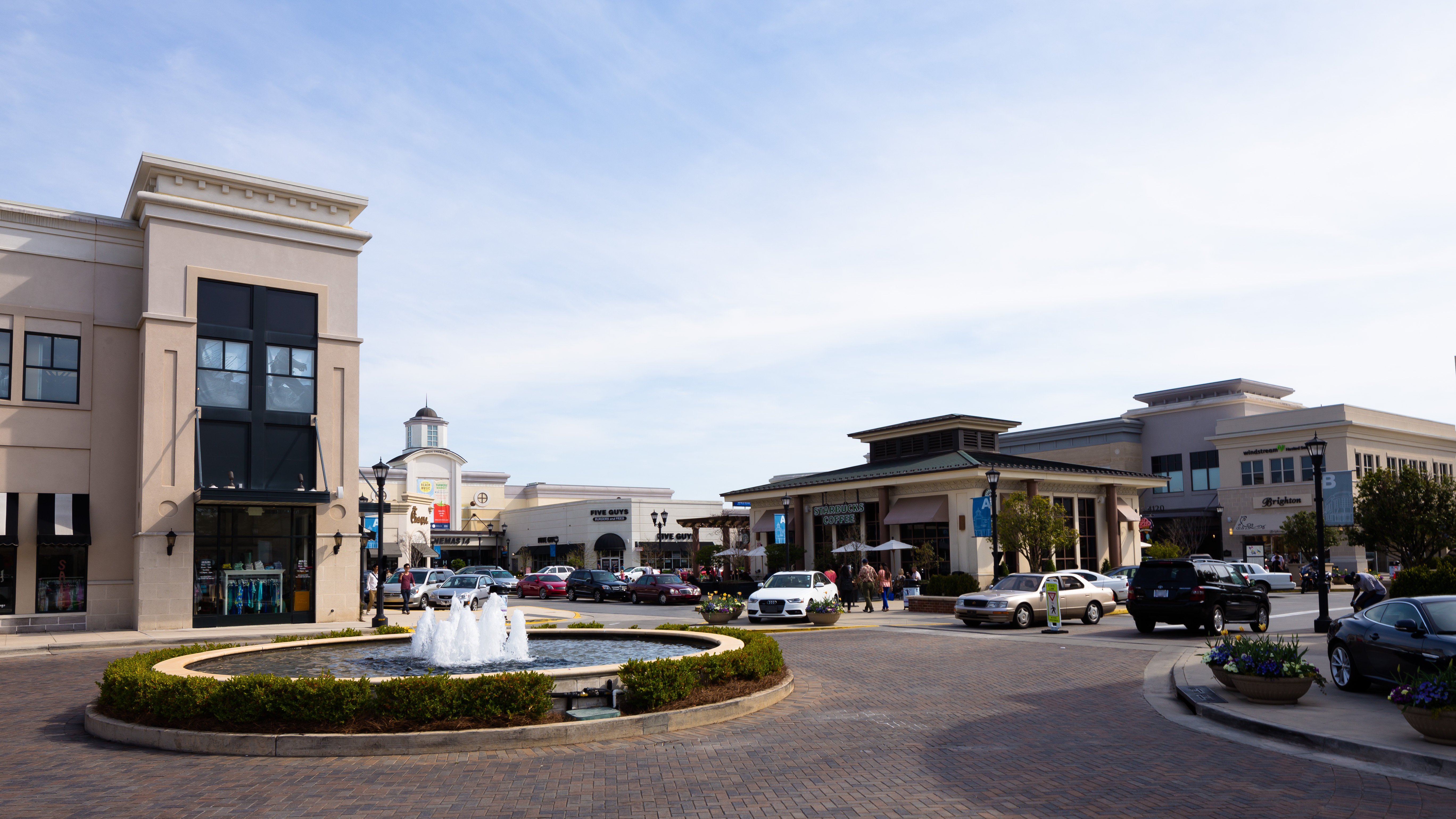
تپه‌های شمالی

تپه‌های شمالی (به انگلیسی: North Hills) یک محله در ایالات متحده آمریکا است که در رالی، کارولینای شمالی واقع شده‌است. در این منطقه غالباً برنامه هایی مانند کنسرت زنده ، جشنواره ها و بازار کشاورزان برگزار می شود.